# Мала Бреза
Мала Бреза (словен. Mala Breza) је насељено место у општини Лашко, Савињска регија, Словенија.

## Историја
До територијалне реорганизације у Словенији била је у саставу старе општине Лашко.

## Становништво
У попису становништва из 2011. године, Мала Бреза је имала 216 становника.
| Број становника према пописима | Број становника према пописима | Број становника према пописима |
| ------------------------------ | ------------------------------ | ------------------------------ |
| 1991                           | 2002                           | 2011                           |
| 219                            | 217                            | 216                            |